# Cimicifuga acerina
Cimicifuga acerina là một loài thực vật có hoa trong họ Mao lương. Loài này được (Siebold & Zucc.) Koidz. mô tả khoa học đầu tiên năm 1930.